# La Flèche de Poséidon
La Flèche de Poséidon (titre original : Poseidon's Arrow) est un roman policier américain de Clive Cussler et Dirk Cussler paru en 2012.